# OSC-DIS
『OSC-DIS (OSCILLATOR IN DISTORTION)』（オーエスシー・ディーアイエス - オシレーター・イン・ディストーション）は、日本のロックバンドであるTHE MAD CAPSULE MARKETSの8枚目のオリジナル・アルバム。
1999年8月25日にビクターエンタテインメントのSPEEDSTAR RECORDSレーベルからリリースされた。前作『DIGIDOGHEADLOCK』（1997年）よりおよそ2年振りとなるアルバムであり、本作からバンド名のアポストロフィーが付かなくなり「THE MAD CAPSULE MARKETS」表記となった。作詞はKYONOとTAKESHI UEDA（上田剛士）によって単独あるいは共作にて行われ、作曲はほぼ全曲が上田が担当しており、一部の曲ではKYONOおよびTHE MAD CAPSULE MARKETSとしての共作となっている他、プロデュースのクレジットはTHE MAD CAPSULE MARKETSとなっている。レコーディングは同年に河口湖スタジオにて行われ、前作で一定の成果を収めた打ち込みによるデジタルサウンドと生演奏の同期をさらに追求しており、メンバーは本作を以って「また一つ違うバンドになった」（上田）、「これは完全に名作だよね」 (KYONO) と完成度の高さと革新性を自認する事となった。
本作からは先行シングルとして「MIDI SURF」（1998年）および「|￣|_ (PULSE)」がシングルカットされた他、後に「GOOD GIRL〜Dedicated to bride 20 years after」およびイギリスのみで「TRIBE」がリカットされた。また、シングル曲を含めた本作関連のミュージック・ビデオ集『OSC-DIS VIDEO』が後にリリースされている。本作はオリコンアルバムチャートにおいて最高位第9位となった他、イギリスのロック専門誌である『ケラング!』にて最高得点である5点を獲得、さらにブックオフオンラインの「邦楽名盤100選」に選定された。本作を受けてのコンサートツアーは同年には開催されず、翌2000年に「OSC-DIS 2000 TOUR」として26都市全32公演が実施された。

## 背景
アルバム『DIGIDOGHEADLOCK』（1997年）リリース後、THE MAD CAPSULE MARKETSは同年10月にアメリカ合衆国のロックバンドであるヘルメットの来日公演にて共演を果たした他、同作を受けたコンサートツアー「DIGIDOGHEADLOCK TOUR」が同年10月2日の新宿リキッドルーム公演から11月9日の新潟フェイズ公演まで14都市全17公演が行われた。11月21日には9枚目のシングル「CRASH POW」および10枚目のシングル「CREATURE」を同時リリースする。
1998年に入り、全国コンサートツアー「DIGIDOGHEADLOCK TOUR'98」を5月9日の名古屋ダイアモンドホール公演から5月30日の札幌ペニーレイン24公演まで6都市全6公演が行われた。その後海外コンサートツアー「WEST COAST TOUR」を7月13日のUiper Room（ロサンゼルス）公演から7月19日のThe Garage（ロサンゼルス）まで3都市5公演が実施され、7月26日には2回目となる主催イベント「MAD HOUSE」を実施、さらに7月28日には3回目の「MAD HOUSE」を実施する。
8月28日にはアルバムを想定していない段階でのシングルとして「MIDI SURF」を単独でリリース、この作品には初回特典としてジャケットのポチカーを模したチョロQが付属しており、以後のシングルでも度々特典が付属されていくこととなった。10月には前作『DIGIDOGHEADLOCK』をアメリカ合衆国にてインディーズレーベルからリリース。10月8日にはクラブチッタ川崎にてイングランドのロックバンドであるピッチシフターの来日公演にゲスト参加する。また、同時期にリリースされたオムニバスの企画物コンピレーション・アルバムに「SYSTEMATIC.」や「CRASH POW」などの楽曲が収録されている。
1999年に入り、2月12日には大阪ハートビートにてアメリカ合衆国のロックバンドであるフィア・ファクトリーの来日公演にて共演を果たし、7月28日には12枚目となるシングル「|￣|_ (PULSE)」をリリースする。なお、同シングルよりバンド名の「THE MAD CAPSULE MARKET'S」の「'」（アポストロフィー）がなくなり、「THE MAD CAPSULE MARKETS」が正式名称となった。7月31日には初の韓国公演となる「Triport Rock Festival」に参加する。メンバーは当日のライブについて嵐のような天候の下で行われた事、最後の出番となったのがディープ・パープルであった事や翌日にドイツのヘヴィメタルバンドであるレイジやイギリスのロックバンドあるプロディジーの出演が予定されていたものの公演中止になったこと、警備が軍隊であった事などを述べている。韓国公演に関して上田は以下の発言を行っている。
ウチらのアルバムって韓国で出てなかったじゃん。まだ日本語禁止の時代だったし。でも、そこにいる人達がすごく俺らを待ってくれてて。NHKか何かが来てて調査したら、半数が俺らを楽しみにしてるって言ってるって。だからみんな海賊盤を持ってたんだよね。みんな曲知ってるんだもん。『4 PLUGS』とか『DIGIDOGHEADLOCK』とかね。（中略）ちゃんとしたCDは出てないし、国としては距離を置こうとしてるんだけど、でもそんなもの俺らのレベルでは関係ない、やっぱりちゃんと伝わってるんだなって。うん、だからすごくいい思い出だな。—上田剛士, 
THE MAD CAPSULE MARKETS MAGAZINE!!

## 録音、制作
本作が前作から2年振りのリリースとなったことに対して、上田は曲作りに時間を要したことやレコーディング期間が当初の予定よりも半年程度延期されたことが原因であると述べた他に、「急いで作ろうとは最初から思っていなかった」とも述べている。本作で目指したサウンドについて上田は「“歪んでいるんだけどクリア”というか存在感のある音で、それで全体的に迫力があるという感じ」と述べた上で、過去の基本路線と変化はないものの実現するのに多くの時間を要したと述べている。また本作の音に関して上田は「音像が崩れていないものにしよう」との考えから、リミッターの掛け具合を変更することやD/Aコンバータの違いで音に変化があることもありマスタリングを3回行った結果、レコーディングは4か月の期間を要したと述べている。しかし音の違いはビクター側の人間には理解されず、期間の限界まで再マスタリングを行ったために最終的に「プレス工場のおばちゃんが待っている」とビクター側から急かされる事態になったとMOTOKATSUは述べている。
本作ではTHE MAD CAPSULE MARKETSとしては初めてハードディスクレコーディングを導入している。理由としては普通のレコーディングでは時間が溢れてしまい、上田はプロトゥールスに懐疑的であったもののとりあえず使用してみたところ、レコーディングが自分達のものになったという。上田は「それまでスタジオのエンジニアの人にしかわかんなかったものが、コンピュータの中でやれることによって、すごく自分らが使えるツールになった。俺、卓録で曲作ってたから、手元にそれがあるっていうのはものすごい重要なことだったんだよね」、「それまではやっぱり『所詮コンピュータでしょ?』みたいなのがあったんだけど、あの時初めてこれはちゃんとしたレベルで使えるって思った」と述べ、MOTOKATSUは「俺達にすごい合ってるレコーディング・システムだなって思った。最初はしょうがなくだったんだけど、やってみたらすごい俺達向きだなって思った」と語っている。

## 音楽性と歌詞
本作のレコーディングは同時期に様々な海外のバンドと共演したことに影響されており、アメリカ合衆国のロックバンドであるゼブラヘッドから2曲入りのカセットテープを渡されたことや、プロトゥールスを使用しているフィア・ファクトリーのアルバム『オブソリート』（1998年）などに強く影響を受けたと上田は述べている。上田はアルバムの構想や楽曲のバリエーションを広げる意図はなく曲作りを行っており、またメンバー間でジャムを行った結果「ISLAND」や「JAG」が完成したと述べている。前作までは一人で作詞および作曲を行った楽曲をバンドとしてアレンジするという制作方法が主流であったが、時間に余裕を持てたことから本作ではさらに一段階上の方法で制作が行われたとKYONOは述べている。本作において上田はデジタル要素を導入することを前提として曲作りを行っており、「|￣|_ (PULSE)」はループやノイズがなければ通常の3コードのパンク・ロックになってしまうと述べている。MOTOKATSUはデジタル要素に対する考え方が変化していると述べており、以前は「機械を使ってます」という感覚だったところが本作では「いっしょにプレイしてます」というニュアンスに変化していると述べている。ギター担当のTORUxxxは前作と比較して本作では「フレーズとかをすごくシンプルに」することを念頭に、エフェクターなどを使用せずアンプに直でつないで演奏を行ったと述べている。また本作収録曲の「TRIBE」「RESTART!」において、6弦ギターに太い弦を張って本来であれば7弦ギターで使用するローBチューニングを行ったことが初の試みであったと述べている。
本作収録曲の歌詞についてKYONOは、日本語と英語のバランスは特に意識せずに曲に合った言葉を選定していたと述べている。レコーディング開始の1週間程度前に行われたプリプロダクションの時期に作詞が行われ、本作において「WORD SUPPLIMENT」としてクレジットされているKATSUYAとはマネージメント担当であり、KYONOおよび上田は自身が日本語で書いた歌詞をKATSUYAに依頼して英訳していたと述べている。KATSUYAはメンバーが古典的な表現方法を忌避していたことから、「MADらしさ」を意識して言葉を選定していたと述べている。上田は8枚目のシングル「SYSTEMATIC.」が完成したことでバンドと機械を同期させることに成功したと述べており、それをアルバム単位で実現したのが本作であると述べている。上田は本作が後に繋がる作品群のファースト・アルバムであるとも発言しており、本作以降異なるバンドになったとも述べている。MOTOKATSUは機械との同期について「チャレンジしがいのあるもの」であったと述べた上で「機械は機械のグルーヴ出して、俺は俺でそれに上手く絡めて。それですげえ達成感があった。音はパンチがあるし楽曲はいいし、だから俺はこれで『DIGIDOGHEADLOCK』のストレスが一気になくなった」と述べている。KYONOは本作について「これは完全に名作だよね。完璧!」と述べている。

## 楽曲
1. 「TRIBE」
本作リリース前からライブにおいても演奏されていた楽曲であり、トランスおよびテクノのデジタル要素とヘヴィなサウンドとの融合が特徴となっている[15]。音楽ライターの長谷川幸信は本曲について「ささやくようなところから、イッキにサビに向かってテンションを上げるKYONOのヴォーカルは、すさまじい緊張感と緊迫感をもたらす」と述べた他、「ワーミーを使ったTAKSHIのベース・アプローチもあり。またキャッチーなギター・ソロも聴きどころだ」と述べている[15]。本曲についてKYONOは「こういう曲で日本語ってあんまりないから、おもしろいんじゃないですか」と述べ、上田は「シンセ・ベースをちょっと実験的にやってみた。シンセ・ベースの音も、何種類ものシンセを鳴らして作っている」と述べている[16]。ミュージック・ビデオが『OSC-DIS VIDEO』に収録されている。
2. 「OUT/DEFINITION」
本曲はサンプリングされたシャウトするボーカルをベースのリズムにした上で、さらに異なるサンプリング・ボーカルを導入してリズムを作り出している[15]。長谷川は「とびきりタイトにキメたMOTOKATSUのリズム・アプローチがスリリング。TAKESHIのランニング・ベース・フレーズも疾走感を生んでいる。ほとんど全編でアジテートするKYONOのヴォーカルは、息つくヒマもないほど激しい」と述べている[15]。本曲についてMOTOKATSUは「ガバ的な速いループと、生ドラムのカラミがポイント」と述べ、KYONOは「すごく激しい曲で、歌も激しいんで、歌っていてツライっす（笑）。でも、歌っていて気持ちいいというか、テンションが上がる曲。好きです」と述べ、上田は「わりと勢いで作ってしまった曲ですね」と述べている[16]。
3. 「|￣|_ (PULSE)」
12枚目のシングル。タイトルは矩形波を表す記号になっており、全編CGによるミュージック・ビデオが『OSC-DIS VIDEO』に収録されている。詳細は「|￣|_ (PULSE)」の項を参照。
4. 「MULTIPLIES」
6枚目のシングル「神歌」（1995年）以降KYONOの歌唱法のひとつとなったラップの要素が強く出た楽曲[15]。長谷川は「歌詞も日本語で、KYONOの得意とする言葉遊び的要素も使われている。ギター・リフ、ベースなどもリズム的アプローチが強い。そのため途中に入ってくるコーラスがやけにメロディアスに感じられる。中盤のギター・ノイズとワウを使ったと思われるカッティングもフックのひとつ」と述べている[15]。本曲についてMOTOKATSUは「ミックスするまで、いい感じにならなくて、スカスカな感じでまとまらなかった。そこで後からループ・ドラムとかを入れてみたら、すごくいい感じになってね」と述べ、上田は「最後にチョビっと混ぜたループがすごい効果的だった」と述べている[16]。
5. 「MOB TRACK」
本曲は打ち込みによるトランスやテクノのようなリズムであり、ベースもサンプリングされた音源を使用している[15]。長谷川は「ブラスト・ビートに乗って、言葉の響きを重視した単語を放射。スネアのロール・フレーズ部分では、波形を歪めたメッセージが頭の中で渦巻く」と述べている[15]。本曲についてMOTOKATSUは「フレーズ・パターンとしてはふたつしかないんだけど、音作りにはこだわった。いつもデッドめな音で録っているけどルームの音も入れて、それをすごい歪ませている」と述べ、KYONOは「マシンガン的な曲。速い曲で連打っていう感じで」と述べ、上田は「唯一、ギターとベースを機械っぽくしようってことで、サンプリングしてループさせている。オカズ以外は全部ループ。いかにもプロ・トゥールス的な曲かな」と述べている[16]。
6. 「ALL THE TIME IN SUNNY BEACH」
本曲は上田がプリプロダクションの前の晩に30分程度で「オマケ的に」制作した楽曲[15]。長谷川は「シンプルなリズムとギター・リフ、それにユニゾンするように歌うKYONO。しかし、サビになるとメロディもパッとキャッチーになる」と述べている[15]。本曲についてMOTOKATSUは「ループとのカラミ方のタイミングでノリがすごい変わって、それに驚いた。ふつうのタイミングだとスピード感が出なかったんだけど、ちょっとループのタイミングをズラしたら、前へ行くような感じだ出た」と述べ、KYONOは「みんなで歌えるような感じ。歌っていても楽しい。ハッピーな気持ちになる。ひさびさにこういう曲を歌った」と述べている[15]。パンクラス所属の格闘家である渡部謙吾が出演しているミュージック・ビデオが『OSC-DIS VIDEO』に収録されている。
7. 「ISLAND」
本曲は単音によるキャッチーなギター・リフに陽気なコーラスや口笛が導入されており、長谷川は「ひたすら爽快なムードをただよわせる」と述べた他、「しかし、それだけで終わらないのがMADのすごいところ。アルバム・タイトルも示すように、ヴォーカルは全編で歪ませている。そして、歌詞の内容で現実に引き戻されるところでは、ハードコアに突っ走る」と述べている[15]。本曲についてMOTOKATSUは「スタジオで適当にふざけてジャムっていたのを、テープに録っていて。これはおもしろいんじゃないかってTAKESHIが持って帰って、それを元に作ったのかな」と述べ、KYONOは「遊び感覚がちゃんと出ているなと。歌詞の内容的にも曲に合っている。忙しい部分とのどかな部分が、ピッタリとハマっている」と述べ、上田は「ハード・セクションを作って足したんです。最初にデモを聴かせたとき、これはもしかしてって反応していました（笑）」と述べている[15]。
8. 「RESTART!」
アナログ盤ではB面の1曲目となる楽曲であり、ローBチューニングの6弦ギターが使用されている[15]。長谷川は「迫り来るような重みのあるセクションと掛け合いヴォーカルを使ったたたみかけるセクションによって構成されている」と述べている[15]。本曲についてMOTOKATSUは「TAKESHIを追いつめたら持ってきた曲。こういうのが欲しかったんだよって感動しましたね。アルバムの中では叩いていていちばん気持いい」と述べ、KYONOは「これは、パターンがあんまりないけど、成り立っているというか。最初にグーッと入ってくる音からして好きです」と述べ、上田は「追いつめられて作った感じが出てます（笑）。サンプリングで、ファースト・アルバムに入っていた自分の叫び声を入れているんです。20歳そこそこの自分の声が入ってる」と述べている[15]。
9. 「JAG」
スタジオでジャムを行った際に完成した楽曲であり、長谷川は「ワーミーを使ったTAKESHIのベース・フレーズに、シャープなMOTOKATSUのビートが冴える。ギター・リフも通常はパワー・コードのキザミを多用しているが、この曲では単音の刻みも使われており、耳を奪う。エフェクターを、じょじょに深めに掛けていくエンディングもアヴァンギャルド」と述べている[15]。本曲についてMOTOKATSUは「スタジオで遊んでいて出来たんだけど。基本になるリズムを叩いていたら、TAKESHIがワーミーで入ってきた。それで、ふたりでずっとやっていたら、適当な歌詞を付けてKYONOが加わって。それがすごいカッコよくて、その場で構成を考えて出来た曲です」と述べ、KYONOは「今までのMADにはなかったタイプだと思うし、オリエンタルな感じもするし、すごい気に入っている。みんなの特徴も出ている」と述べている[15]。シングル「|￣|_ (PULSE)」のカップリング曲としても収録されているが、シングルとはバージョンが異なっており、これについて上田は「シングル「PULSE」のほうに、プレ・ミックスというか、別ヴァージョンも入ってるんで、聴いてみてください」と述べている[15]。
10. 「STEP INTO YOURSELF」
本曲はグルーヴ感がある歪んだギター・サウンドのコードストロークをバックにKYONOによるラップ調のボーカルが乗っている楽曲であり、長谷川は「バッキングが淡々としたムードになっているだけに、言葉のひとつひとつが突き刺さってくる。またトランス・テクノした同期サウンドが全編に流れていて、KYONOによるフィルター・プレイによってドラッグ的な音像を作り出している」と述べている[15]。本曲についてMOTOKATSUは「後からシンセとかを入れたことで、最初とは印象がかなり変わった。こうなるとは想像もしていなかった」と述べ、KYONOは「フィルター・プレイってのもやらせてもらって。言葉の響きはいやらしいけど、コリコリとしたツマミのいじり方もいやらしくやってみて（笑）。やっていくうちにどんどん変わっていって、それもまたおもしろかった」と述べ、上田は「打ち込み作業をやっているときにKYONOがいじったものを聴かされて、その変わり方にビックリした。終わり方も大好き」と述べている[15]。後にリカットされた「GOOD GIRL」のカップリング曲として、DJ KRUSHが結成したユニット「流」によるリミックス・バージョンが収録された。
11. 「GOOD GIRL〜Dedicated to bride 20 years after」
13枚目のシングルとしてリカットされた。詳細は「GOOD GIRL〜Dedicated to bride 20 years after」の項を参照。シングル・バージョンはアルバムとは異なり、イントロの少女のセリフおよび最後のセリフが削除された。ミュージック・ビデオが『OSC-DIS VIDEO』に収録されている。
12. 「MIDI SURF」
11枚目のシングル。詳細は「MIDI SURF」の項を参照。スケートボードをモチーフにしたミュージック・ビデオが『OSC-DIS VIDEO』に収録されている。

## リリース、プロモーション、アートワーク、ツアー
本作は1999年8月25日にビクターエンタテインメントのSPEEDSTAR RECORDSレーベルからCDにてリリースされ、初回限定盤はデジパック仕様となっていた。2000年1月21日にはCDと同一の楽曲が収録されたLPレコードもリリースされている。また2001年にはアメリカ合衆国とヨーロッパでリリースされ、アメリカ版では「|￣|_ (PULSE)」のミュージック・ビデオが収録されたDVDが付属されている。さらに2002年にアメリカ合衆国でリリースされた際には、DVD『OSC-DIS VIDEO』（2001年）に収録されたミュージック・ビデオがすべて収録されたDVDが付属された。本作からは先行シングルとして1998年8月28日に「MIDI SURF」、1999年7月28日に「|￣|_ (PULSE)」がリリースされ、2000年1月21日にアサヒ飲料「SWITCH」のコマーシャルソングとして使用され、同バンドにとって初のCMタイアップとなった「GOOD GIRL〜Dedicated to bride 20 years after」がリカットされた。その他に2002年にイギリスにおいてのみ「TRIBE」がリカットされた。
本作収録曲の内、「TRIBE」「|￣|_ (PULSE)」「ALL THE TIME IN SUNNY BEACH」「GOOD GIRL〜Dedicated to bride 20 years after」「MIDI SURF」の5曲のミュージック・ビデオが制作され、2000年1月21日にミュージック・ビデオ集『OSC-DIS VIDEO』としてVHSにてリリースされた。また同作は2002年1月23日にDVDとして再リリースされ、その際に8枚目のシングル「SYSTEMATIC.」のミュージック・ビデオがボーナス・トラックとして追加された。
本作リリース後すぐにはツアーは行われず、1999年はイベントライブに数回参加するのみとなっている。2000年に入り本作を受けた全国コンサートツアー「OSC-DIS 2000 TOUR」が1月21日のクラブチッタ川崎公演を皮切りに、6月25日の熊谷VOGUE公演まで全26都市32公演が実施され.た。同ツアーは同バンドにとって最も長い期間のライブツアーとなった。同ツアーの映像は、2000年3月25日のZEPP TOKYO公演での「神歌」のみが、DVD『020120』（2002年）のボーナストラックとして収録されている。

## アートワーク
本作のアートワークは前作に続き土井宏明が担当している。デザインは和田亨、コンピュータグラフィックはオカモトケンジが担当している。本作のジャケットはシングル「|￣|_ (PULSE)」のミュージック・ビデオに登場していたメンバー3人が戦闘スーツを着用した姿となっており、歌詞カードにはミュージック・ビデオで使用された敵基地の通路のコンピュータグラフィックが描かれている他、内ジャケットでは敵となるデストロイダーの姿やメンバーが使用していた銃器が描かれている。裏ジャケットはデストロイダーの3人が銃を構えている構図になっているが、これは後に日本国外でのみリリースされたシングル「TRIBE」（2002年）のジャケットとしても使用されている。また、初回限定版のデジパック仕様では、ジャケットを開くと左から「M・A・D」と大きく文字が描かれたデザインとなっている。本作のアートワークにはストーリーが設定されており、当時発売されていたTシャツに以下の内容が英語で記載されている。
1999年、全宇宙の支配者の名のもとに、最終地球連邦樹立立候補地・地球に、武装要塞国家を設立。J.H.C. (/HEAVEN/COM.) とポジトロン博士の開発による、核搭載二足歩行スーツ、“アーマード・トゥルーパー”が生み出された。J.H.C.の総裁、“DARTH POCHI”司令のもと、次つぎと地球上の核兵器の占拠に成功する。“DARTH POCHI”総裁の地球征服の目的は、荒廃した地球の自然環境の回復を図るため、荒廃の原因となった地球民間人の責任追及を行ない、J.H.C.の監視下により全人類を消滅させることであった。そして、その目的達成のためには「緊急非難的な暴力に訴えることも止むを得ない」との精神を掲げていた。
アーマード・トゥルーパーの完成とともに、21世紀、ポジトロン博士と彼の右腕的補佐“O.Kケンジット・プロフェッサー”が、地球民間人博士“Dr.クーリッド”の完成させた“OSC-DIS”の波形電波 (PULSE) の洗脳工作によりJ.H.C.を脱走。地球民間で新たな破壊部隊 (M.A.D.COM.) を完成させたことが判明。これがDARTH POCHI総裁の逆鱗にふれ、J.H.C.とM.A.D.の戦いに発展する。
M.A.D.COM.の調査によると、とくに卓越した戦闘能力を持つリーダーは、OSC-DISのコードネーム、TK/KY/MT (THE MAD CAPSULE MARKETS) ということと、彼らが12トラックの核兵器を搭載しているという報告がなされている。この12トラックの奪取と、THE MAD CAPSULE MARKETSの絶対的消滅を遂行しなければ、地球環境保護のための征服はありえない。
DARTH POCHI総裁は、THE MAD CAPSULE MARKETSへの破壊武器として、モビルアーマー“デストロイダー”を完成。新たなる戦場へTHE MAD CAPSULE MARKETSとの戦いに挑む。そしてTHE MAD CAPSULE MARKETSを破壊した時こそ、真の地球改革が始まるのである。 —ロッキンf 1999年11月号

## 批評、チャート成績
| 専門評論家によるレビュー | 専門評論家によるレビュー |
| レビュー・スコア         | レビュー・スコア         |
| 出典                     | 評価                     |
| ------------------------ | ------------------------ |
| ケラング!                | [ 4 ]                    |
| オールミュージック       | [ 18 ]                   |
| CDジャーナル             | 肯定的                   |
| ローチケHMV              | 肯定的                   |

本作はイギリスのロック専門誌である『ケラング!』にて最高得点である5点を獲得した他、音楽情報サイト『オールミュージック』においては4.5点（満5点）を獲得した。
本作の音楽性について批評家たちからは肯定的な意見が挙げられており、音楽情報サイト『CDジャーナル』では、爆音によって理性が吹き飛ぶ程の衝撃があると述べた上で、「カラダはもっともっとと音を求め続ける」と肯定的に評価され、音楽情報サイト『ローチケHMV』では、「99年リリースの最高傑作」と本作を位置付けており、「デジタル化されたミクスチャーサウンドと、奇跡の融合を果たした初期パンク／ハードコア・サウンド」と本作の革新性を高く評価、さらに「どこをとっても完璧にビルドアップと攻撃性を兼ね備えた強力アルバム」と完成度に関して肯定的に評価している。また、ブックオフオンラインの「邦楽名盤100選」に選定された。
本作はオリコンアルバムチャートにおいて最高位第9位の登場週数7回となった。本作の売り上げ枚数はTHE MAD CAPSULE MARKETSのアルバム売上ランキングにおいて第3位となっている。

## 収録曲

### CD
- CDブックレットに記載されたクレジットを参照[23]。

| #         | タイトル                                         | 作詞                | 作曲                             | 編曲                    | 時間  |
| --------- | ------------------------------------------------ | ------------------- | -------------------------------- | ----------------------- | ----- |
| 1.        | 「TRIBE」                                        | KYONO               | TAKESHI UEDA                     | THE MAD CAPSULE MARKETS | 4:05  |
| 2.        | 「OUT/DEFINITION」                               | KYONO               | TAKESHI UEDA                     | THE MAD CAPSULE MARKETS | 2:51  |
| 3.        | 「\|￣\|_ (PULSE)」                              | TAKESHI UEDA        | TAKESHI UEDA                     | THE MAD CAPSULE MARKETS | 3:19  |
| 4.        | 「MULTIPLIES」                                   | TAKESHI UEDA        | TAKESHI UEDA                     | THE MAD CAPSULE MARKETS | 3:29  |
| 5.        | 「MOB TRACK」                                    | KYONO               | TAKESHI UEDA                     | THE MAD CAPSULE MARKETS | 1:49  |
| 6.        | 「ALL THE TIME IN SUNNY BEACH」                  | TAKESHI UEDA        | TAKESHI UEDA                     | THE MAD CAPSULE MARKETS | 2:20  |
| 7.        | 「ISLAND」                                       | TAKESHI UEDA        | TAKESHI UEDA                     | THE MAD CAPSULE MARKETS | 4:38  |
| 8.        | 「RESTART!」                                     | TAKESHI UEDA        | TAKESHI UEDA                     | THE MAD CAPSULE MARKETS | 2:31  |
| 9.        | 「JAG」                                          | KYONO               | THE MAD CAPSULE MARKETS、TORUxxx | THE MAD CAPSULE MARKETS | 3:49  |
| 10.       | 「STEP INTO YOURSELF」                           | KYONO               | KYONO                            | THE MAD CAPSULE MARKETS | 4:49  |
| 11.       | 「GOOD GIRL〜Dedicated to bride 20 years after」 | TAKESHI UEDA        | TAKESHI UEDA                     | THE MAD CAPSULE MARKETS | 3:43  |
| 12.       | 「MIDI SURF」                                    | TAKESHI UEDA、KYONO | TAKESHI UEDA                     | THE MAD CAPSULE MARKETS | 3:35  |
| 合計時間: | 合計時間:                                        | 合計時間:           | 合計時間:                        | 合計時間:               | 40:58 |

### LPレコード
| #         | タイトル                        | 作詞         | 作曲         | 編曲                    | 時間  |
| --------- | ------------------------------- | ------------ | ------------ | ----------------------- | ----- |
| 1.        | 「TRIBE」                       | KYONO        | TAKESHI UEDA | THE MAD CAPSULE MARKETS | 4:05  |
| 2.        | 「OUT/DEFINITION」              | KYONO        | TAKESHI UEDA | THE MAD CAPSULE MARKETS | 2:51  |
| 3.        | 「\|￣\|_ (PULSE)」             | TAKESHI UEDA | TAKESHI UEDA | THE MAD CAPSULE MARKETS | 3:19  |
| 4.        | 「MULTIPLIES」                  | TAKESHI UEDA | TAKESHI UEDA | THE MAD CAPSULE MARKETS | 3:29  |
| 5.        | 「MOB TRACK」                   | KYONO        | TAKESHI UEDA | THE MAD CAPSULE MARKETS | 1:49  |
| 6.        | 「ALL THE TIME IN SUNNY BEACH」 | TAKESHI UEDA | TAKESHI UEDA | THE MAD CAPSULE MARKETS | 2:20  |
| 7.        | 「ISLAND」                      | TAKESHI UEDA | TAKESHI UEDA | THE MAD CAPSULE MARKETS | 4:38  |
| 合計時間: | 合計時間:                       | 合計時間:    | 合計時間:    | 合計時間:               | 22:31 |

| #         | タイトル                                         | 作詞                | 作曲                             | 編曲                    | 時間  |
| --------- | ------------------------------------------------ | ------------------- | -------------------------------- | ----------------------- | ----- |
| 1.        | 「RESTART!」                                     | TAKESHI UEDA        | TAKESHI UEDA                     | THE MAD CAPSULE MARKETS | 2:31  |
| 2.        | 「JAG」                                          | KYONO               | THE MAD CAPSULE MARKETS、TORUxxx | THE MAD CAPSULE MARKETS | 3:49  |
| 3.        | 「STEP INTO YOURSELF」                           | KYONO               | KYONO                            | THE MAD CAPSULE MARKETS | 4:49  |
| 4.        | 「GOOD GIRL〜Dedicated to bride 20 years after」 | TAKESHI UEDA        | TAKESHI UEDA                     | THE MAD CAPSULE MARKETS | 3:43  |
| 5.        | 「MIDI SURF」                                    | TAKESHI UEDA、KYONO | TAKESHI UEDA                     | THE MAD CAPSULE MARKETS | 3:35  |
| 合計時間: | 合計時間:                                        | 合計時間:           | 合計時間:                        | 合計時間:               | 18:27 |

## スタッフ・クレジット
- CDブックレットに記載されたクレジットを参照[24]。

### THE MAD CAPSULE MARKETS
- KYONO – ボーカル
- TAKESHI UEDA – ベース、プログラミング、ボーカル
- MOTOKATSU MIYAGAMI – ドラムス、プログラミング

### 参加ミュージシャン
- TORUxxx – ギター、バッキング・ボーカル
- 草間敬 (KURID INT'L) – プログラミング
- HIROSUKE (BALZAC) – コーラス（6曲目）
- 遠藤憲昭 – コーラス（8曲目）
- YAMADA (GERONIMO) – コーラス（4曲目）

### 録音スタッフ
- THE MAD CAPSULE MARKETS – プロデューサー
- KONIYANG (KURID INT'L) – レコーディング・エンジニア、ミキシング・エンジニア
- 根本宏 – アシスタント・エンジニア
- 田中大樹（河口湖スタジオ） – アシスタント・エンジニア
- 山崎和重（ビクタースタジオ） – マスタリング・エンジニア
- 八島順一 – インストゥルメント・テク
- かねことしひろ – ベース&ギター・テク
- KATSUYA – 補作詞（1 - 5, 7, 9曲目）
- J.MILES – 補作詞（12曲目）

### 制作スタッフ
- 横田直樹（ビクター・スピードスター） – A&R
- 岩堀繭希 – マネージメント・スタッフ
- なかやまかつや (DESTROYDER) – マネージメント・スタッフ
- 小野朗（ビクター・スピードスター） – プロモーション・ヘッド・スタッフ
- 山本雅美（ビクター・スピードスター） – セールス・ヘッド・スタッフ
- よこやまふみこ (DESTROYDER) – マネージメント・デスク
- 田中智子（ビクター・スピードスター） – プロモーション・デスク
- 田中義則 (DESTROYDER) – エグゼクティブ・プロデューサー
- 高垣健（ビクター・スピードスター） – エグゼクティブ・プロデューサー
- 後藤由多加 – KING OF DESTROYDER

### 美術スタッフ
- 土井宏明 (POSITRON) – アート・ディレクション、デザイン
- 和田亨 (POSITRON) – デザイン
- オカモトケンジ – ビジュアル・コンセプト&コンピュータグラフィック
- 富岡克文（ビクターデザインセンター） – デザイン・コーディネーション

### その他スタッフ
| - フェンダー・ジャパン – サンクス - LUDWIG・野中貿易 – サンクス - モリダイラ楽器 – サンクス - ヘイマーUSA – サンクス - 中尾貿易 – サンクス - FIVE G – サンクス - ヤマハ渋谷 – サンクス - イシバシ楽器 – サンクス - デビロック – サンクス - スケープゴート – サンクス - エクストララージストア – サンクス - 67mission – サンクス - RPM WORKS – サンクス - KATIE – サンクス - リーバイス – サンクス - BACHI – サンクス - Akio E-da – サンクス - エイドリアン・シャーウッド – スペシャル・サンクス - AGGRESSIVE DOGS – スペシャル・サンクス - アレック・エンパイア – スペシャル・サンクス - アタリ・ティーンエイジ・ライオット – スペシャル・サンクス - AUDIO ACTIVE – スペシャル・サンクス - BALZAC – スペシャル・サンクス - BUCCI – スペシャル・サンクス - COCOBAT – スペシャル・サンクス - CRASH (KOREA) – スペシャル・サンクス - クリーピークロール – スペシャル・サンクス - フィア・ファクトリー – スペシャル・サンクス - G.B.H. – スペシャル・サンクス | - GERONIMO – スペシャル・サンクス - GMF – スペシャル・サンクス - GOOFY'S HOLIDAY – スペシャル・サンクス - ヘルメット – スペシャル・サンクス - HUSKING BEE – スペシャル・サンクス - JELLY BELLY – スペシャル・サンクス - KEMURI – スペシャル・サンクス - ノックアウトパンチャー – スペシャル・サンクス - ロリータ18号 – スペシャル・サンクス - NUMB NUMB DREXEL – スペシャル・サンクス - ピッチシフター – スペシャル・サンクス - レイジ・アゲインスト・ザ・マシーン – スペシャル・サンクス - レッドマンモス – スペシャル・サンクス - スケボーキング – スペシャル・サンクス - SLANG – スペシャル・サンクス - SOBUT – スペシャル・サンクス - スペースコンバイン – スペシャル・サンクス - スーパーハイプ – スペシャル・サンクス - SUCK DOWN – スペシャル・サンクス - SWITCH STYLE – スペシャル・サンクス - 山嵐 – スペシャル・サンクス - ゼブラヘッド – スペシャル・サンクス - ゾーン・オブ・コントロール – スペシャル・サンクス - ANIKI HARA – スペシャル・サンクス - ASAYAMA – スペシャル・サンクス - ブライアン・バートンルイス – スペシャル・サンクス - カックル&マーク&キース・カフーン – スペシャル・サンクス - DJ DAI-CHAN (OKINAWA) – スペシャル・サンクス | - FUKU-CHAN (KIMMY) – スペシャル・サンクス - ジョージ・ウィリアムズ – スペシャル・サンクス - 有島博志 – スペシャル・サンクス - ジョセフ・J・キム – スペシャル・サンクス - 鮎貝健 – スペシャル・サンクス - アナザワケンジ – スペシャル・サンクス - KENJI (UP HOLD) – スペシャル・サンクス - 渡部謙吾（パンクラス） – スペシャル・サンクス - MATSUNAGA (FLEX VW CENTER) – スペシャル・サンクス - 村上正信 – スペシャル・サンクス - NOBUO & TOSHI – スペシャル・サンクス - 冠徹弥 (クレイジー・カウボーイ & SO WHAT?) – スペシャル・サンクス - 高阪剛（リングスジャパン） – スペシャル・サンクス - デイヴ&ジョン（トゥー・ボール・ルー） – スペシャル・サンクス - 4106 (SCAFULL KING) – スペシャル・サンクス - ユニオンリーシング – スペシャル・サンクス - ライフエステート – スペシャル・サンクス - 三富 – スペシャル・サンクス - AMAZON CLUB – スペシャル・サンクス - ブッチャーズテーブル – スペシャル・サンクス - ダディーズハウス – スペシャル・サンクス - FREE BIRDS – スペシャル・サンクス - FLASH BACK – スペシャル・サンクス - NEKOMUSUME – スペシャル・サンクス - パーティーアニマルズ – スペシャル・サンクス - CHINATSU – スペシャル・サンクス - YUMIKO – スペシャル・サンクス - KAZUMI – スペシャル・サンクス |

## チャート
| チャート         | 最高順位 | 登場週数 | 売上数 | 出典  |
| ---------------- | -------- | -------- | ------ | ----- |
| 日本（オリコン） | 9位      | 7回      | -      | [ 2 ] |

## リリース日一覧
| No. | 地域                      | リリース日    | レーベル             | 規格     | カタログ番号                          | 備考                         | 出典         |
| --- | ------------------------- | ------------- | -------------------- | -------- | ------------------------------------- | ---------------------------- | ------------ |
| 1   | 日本                      | 1999年8月25日 | ビクター／SPEEDSTAR  | CD       | VICL-60453                            | 初回限定盤のみデジパック仕様 | [ 19 ] [ 1 ] |
| 2   | 日本                      | 2000年1月21日 | ビクター／SPEEDSTAR  | LP       | VIJL-60047                            |                              | [ 25 ]       |
| 3   | アメリカ合衆国 ヨーロッパ | 2001年9月18日 | パーム・ピクチャーズ | CD + DVD | PALMCD 2069-2 (CD)・PRDV V20692 (DVD) |                              |              |
| 4   | アメリカ合衆国            | 2002年        | パーム・ピクチャーズ | CD + DVD | PALMCD 2094-2                         |                              |              |
| 5   | 日本                      | 2013年1月15日 | ビクター／SPEEDSTAR  | AAC-LC   | -                                     | デジタル・ダウンロード       | [ 26 ]       |